# کوسا، کوماموتو
کوسا، کوماموتو (به لاتین: Kōsa, Kumamoto) یک منطقهٔ مسکونی در ژاپن است که در استان کوماموتو واقع شده‌است. کوسا  ۱۱٬۷۲۰ نفر جمعیت دارد.